# Mr. Slime Jr.
Mr. Slime Jr. est un jeu vidéo d'action et de plates-formes développé par Lexis Numérique et édité par dtp entertainment, sorti en 2008 sur Nintendo DS.

## Accueil
- Jeuxvideo.com : 10/20[1]